# Hydrorhoa striata
Hydrorhoa striata är en stekelart som först beskrevs av Jean Risbec 1951.  Hydrorhoa striata ingår i släktet Hydrorhoa och familjen Eucharitidae. Inga underarter finns listade i Catalogue of Life.